# BMW F80

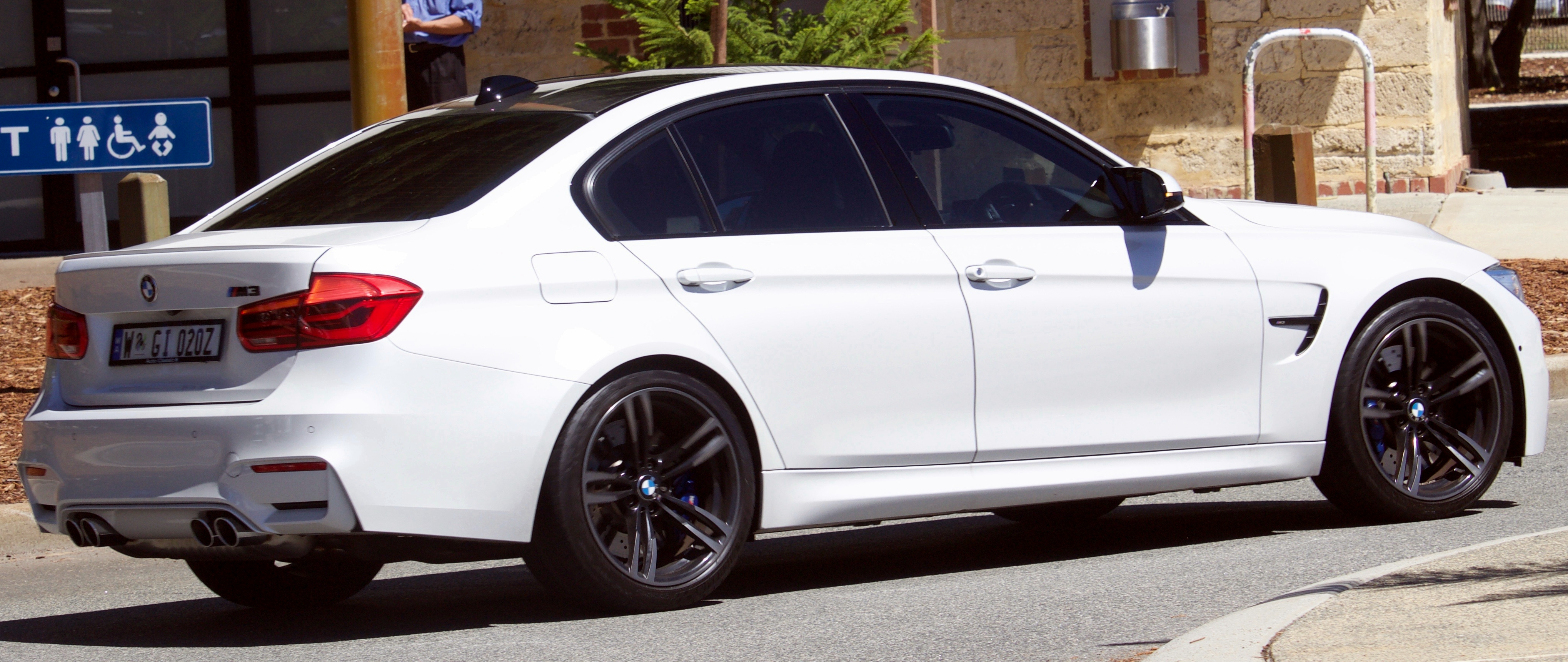
M3, Heckseitenansicht

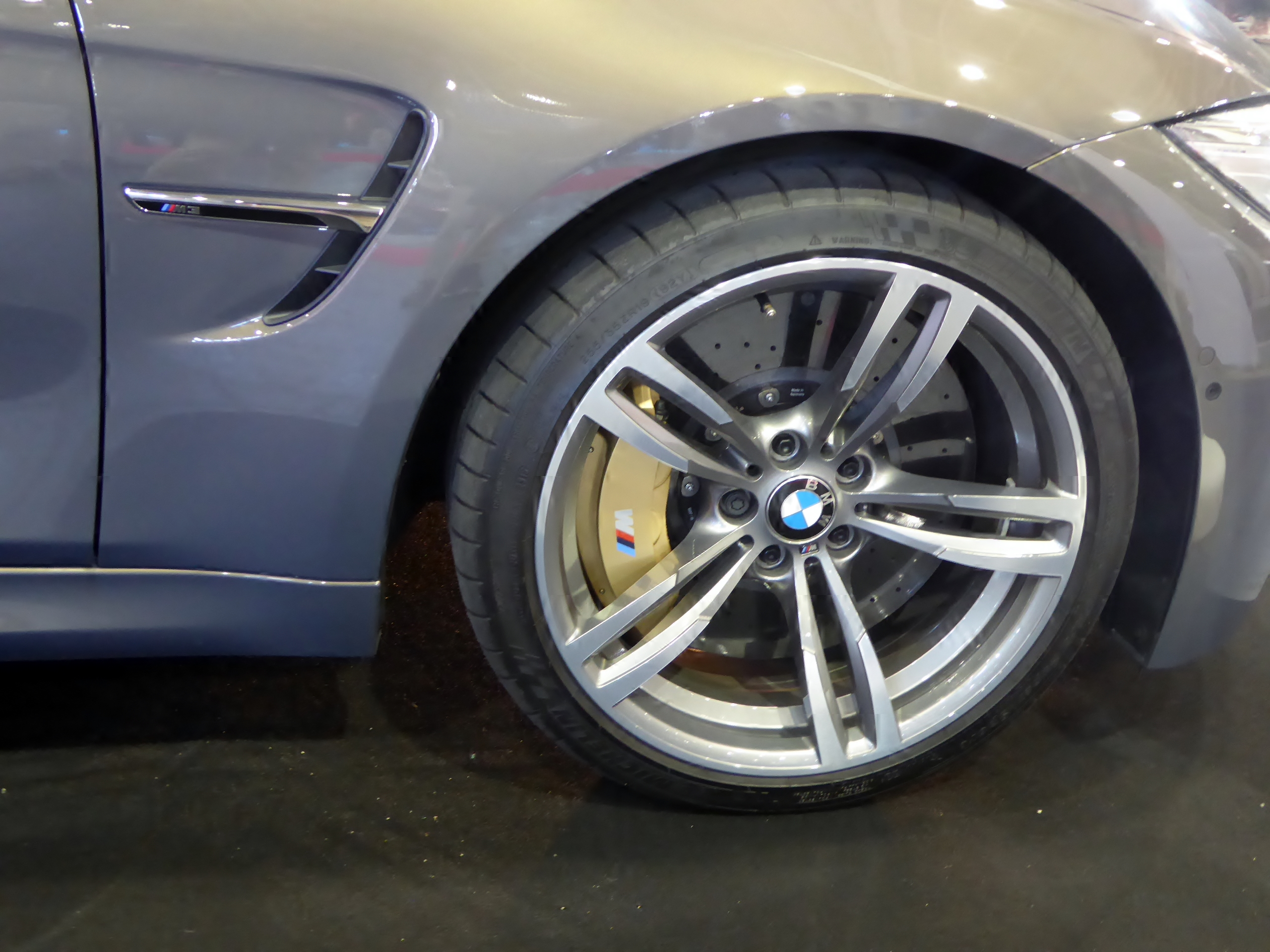
M3, "Kiemen" im vorderen Kotflügel
(mit Sonderausstattung Carbon-Keramik-Bremsscheibe)

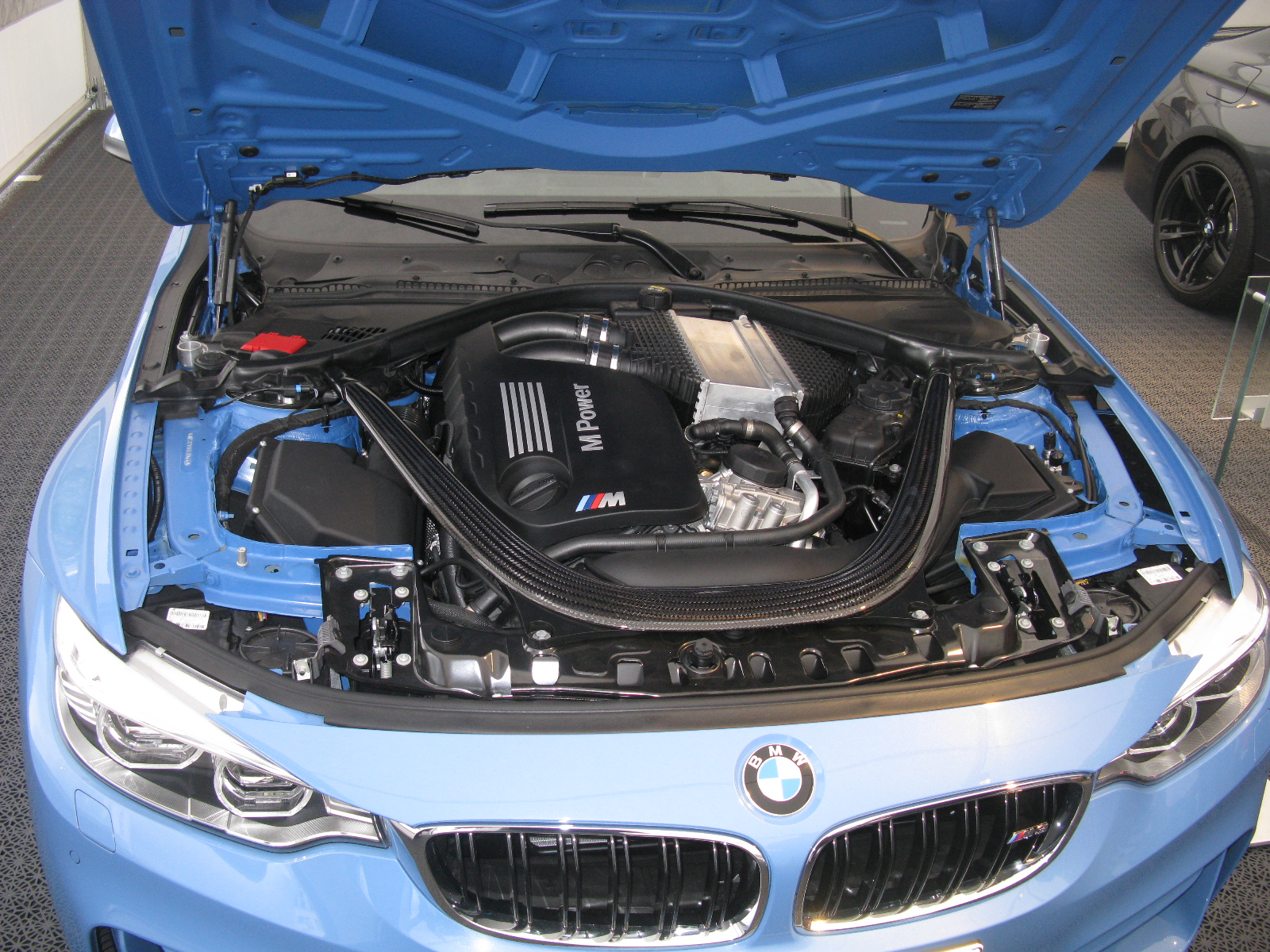
BMW M3, Motorraum mit Carbonbogen

Die fünfte Auflage des BMW M3 mit dem internen Kürzel F80 war ab Frühjahr 2014 lieferbar. Als M3 wird im Gegensatz zu den Vorgängermodellen nur noch die viertürige Limousine vermarktet. Die technisch weitgehend identischen Coupés und Cabriolets heißen nun M4 (Coupé: F82; Cabrio: F83) und gehören somit der BMW 4er-Baureihe an.

## Modellhistorie
Nach der Vorstellung des Modells Ende 2013 im Internet, war die offizielle Messepremiere auf der NAIAS 2014. Mitte 2015 erhielt der M3 ein Facelift mit leichten optischen Änderungen am Heck. Anfang 2017 erfolgte ein erneutes Facelift, bei dem die Front verändert wurde. Ende 2017 wurde der M3 CS vorgestellt und auf der LA Auto Show 2017 offiziell präsentiert. Der CS ist auf 1.200 Exemplare limitiert.
Im Februar 2018 gab BMW bekannt, dass der M3 F80 ab August 2018 in Europa nicht mehr verkauft wird. Ursache hierfür ist, dass der Motor des Fahrzeugs die Richtlinien der Euro-6d-Norm, die zum 1. September 2018 verpflichtend wird, ohne Otto-Partikelfilter (OPF) nicht einhalten kann. Der M4 hingegen erhält einen Partikelfilter und wird daher auch über 2018 hinaus für Europa produziert.

## Technik
Angetrieben wird der M3 (F80), der auf dem BMW F30 basiert, von einem Biturbo-Reihensechszylinder mit 3,0 Liter Hubraum mit Ladeluftkühler. Der BMW S55 ist vom BMW N55 abgeleitet, leistet 317 kW (431 PS) und bietet zwischen 1850 und 5500 min−1 ein maximales Drehmoment von 550 Nm. Die Beschleunigung von 0 auf 100 km/h beträgt je nach Getriebe 4,1 bis 4,3 s. Zur Wahl stehen ein manuell zu schaltendes Sechsganggetriebe und ein 7-Gang-Doppelkupplungsgetriebe; letzteres bewirkt trotz 40 Kilogramm mehr Gewicht die schnellere Beschleunigung.
Der neue Turbo-Motor verbraucht weniger Kraftstoff als der Hochdrehzahl-Motor des Vorgängers. Mit 8,8 bzw. 8,3 l auf 100 km hat er einen um 25 % geringeren Kraftstoffverbrauch als der M3 der vierten Generation und erfüllt die Abgasnorm EU6. Damit der Motor auch unter höherer Beschleunigung gut geschmiert wird, sorgt eine Trockensumpfschmierung für den Ölfluss. Die Ölwanne des M3 ist aus Magnesium gefertigt. Der Motor erlaubt Drehzahlen bis 7500 min−1.
Die Baureihe F80 wird ausschließlich im Werk Regensburg gefertigt.
Bei der Entwicklung des M3 (F80) war eine Bedingung die möglichst leichte Bauweise. Erstmals hat deshalb auch die Limousine ein Dach aus kohlenstofffaserverstärktem Kunststoff, wie es beim Vorgänger ausschließlich dem Coupé vorbehalten war; dadurch werden 5 kg Gewicht eingespart. Das Sechsgang-Handschaltgetriebe inklusive Zwei-Scheiben-Kupplung wiegt 12 Kilogramm weniger als das des Vorgängers. Die Motorhaube mit dem charakteristischen „Powerdome“ und die Kotflügel sind aus Aluminium gefertigt. Die Domstrebe aus kohlenfaserverstärktem Kunststoff wiegt nur 1,5 Kilogramm und ist steifer als es ein gleichschweres Aluminiumteil wäre. Die Gelenkwelle besteht ebenfalls aus CFK; zahlreiche Fahrwerksbauteile aus geschmiedetem Aluminium. Dadurch konnte das Leergewicht gegenüber dem Vorgänger um 60 kg verringert werden.
Neben dem Gewicht spielt bei einem Sportwagen auch die Aerodynamik eine Rolle. Die „M-Kiemen“ hinter den Vorderrädern reduzieren die Verwirbelungen an den vorderen Radläufen. Der Unterboden ist glatt verkleidet und am Kofferraum der Limousine sorgt der sogenannte „Gurney-Flap“ für höheren Anpressdruck auf der Hinterachse bei verringertem Luftwiderstand.  Der cw-Wert liegt bei 0,34 (Stirnfläche 2,29 m²).
Das neuentwickelte  Hinterachs-Sperrdifferential („Aktive M Differenzial“) verbessert die Traktion und Fahrstabilität beim Spurwechsel und Herausbeschleunigen aus Kurven, bei hoher Kurvengeschwindigkeit, sowie bei unterschiedlicher Straßenbeschaffenheit. Dazu dient eine elektronisch gesteuerte Lamellenkupplung, die den Drehzahlunterschied zwischen den Hinterrädern vermindert. Die Sperrwirkung ist variabel von null bis 100 Prozent.
Die Charakteristik von Gaspedal, Lenkung, Dämpfung und Schaltung lässt sich in jeweils drei verschiedenen elektronischen Einstellungen anpassen. Am Lenkrad gibt es zwei programmierbare M-Tasten in Reichweite des linken Daumens – so lässt sich mit einem Tastendruck das bevorzugte Setup für unterschiedliche Situationen aktivieren.
Die elektronisch gesteuerten Stoßdämpfer des „Adaptiven M Fahrwerks“ passen sich innerhalb von Millisekunden permanent den Fahrbahnbedingungen sowie dem Fahrstil an und sollen so für optimalen situationsabhängigen Fahrbahnkontakt, eine höhere Traktion und noch agileres Handling sorgen. Über die Einstellungen „Comfort“, „Sport“ und „Sport+“ kann die Fahrwerkauslegung von komfortabel bis sportlich-dynamisch konfiguriert werden. Der Modus „Comfort“ sorgt für komfortable Fortbewegung bei Alltagsfahrten und weiterhin für Sicherheit bei plötzlichen Ausweichmanövern. Im „Sport“-Modus werden bei ausreichendem Komfort die Radbewegungen reduziert und der Fahrbahnkontakt direkter; dieser Modus soll ideal für Landstraßen und wellige Rennstrecken sein. Minimale Radbewegungen und maximale Fahrdynamik auf ebener Fahrbahn und Rennstrecken werden mit der Einstellung „Sport+“ erreicht.
Das „M Doppelkupplungsgetriebe“ ist ein 7-Gang-Doppelkupplungsgetriebe mit sogenannter „Drivelogic“, das laut BMW speziell für die „M Hochdrehzahlmotoren“ ausgelegt ist. Das System hat automatische Gangwahl, eine Antriebsschlupfregelung für den Anfahrvorgang (Launch Control), „Low Speed Assistance“ sowie ein Stopp-Start-System. Es ermöglicht sehr schnelle Gangwechsel ohne Zugkraftunterbrechung. Dabei leiten zwei Teilgetriebe mit jeweils eigener Kupplung die Motorkraft ohne Schaltunterbrechung an die Hinterräder weiter. Das Schalten geschieht automatisch oder vom Fahrer über Schaltpaddles am Lenkrad oder den Schalthebel ausgelöst. Wie auch bei der „Launch Control“, die einen Start aus dem Stand mit maximaler Beschleunigung erlaubt, bedeutet dies: Schalten bei Vollgas, ohne Kupplungspedal, mit durchgehender Kraftübertragung. Die Drivelogic stellt hierfür sowohl im automatisierten (D-Modus) als auch im manuellen Betrieb (S-Modus) jeweils drei Schaltprogramme zur Wahl – von extrem sportlich bis komfortabel oder verbrauchsoptimiert.
Der M3 wird serienmäßig mit LED-Scheinwerfern und LED-Rückleuchten ausgeliefert.

## Technische Daten
|                                                                       | M3 Limousine                  | M3 Limousine Competition | M3 Limousine CS          |
| --------------------------------------------------------------------- | ----------------------------- | ------------------------ | ------------------------ |
| Bauzeitraum                                                           | 04/2014-05/2018               | 01/2016–05/2018          | 03/2018–05/2018          |
| Motorart                                                              | Ottomotor                     | Ottomotor                | Ottomotor                |
| Motorbauart                                                           | R6                            | R6                       | R6                       |
| Motoraufladung                                                        | Bi-Turboaufladung (1)         | Bi-Turboaufladung (1)    | Bi-Turboaufladung (1)    |
| Gemischaufbereitung                                                   | Direkteinspritzung            | Direkteinspritzung       | Direkteinspritzung       |
| variable Ventilsteuerung                                              | Valvetronic                   | Valvetronic              | Valvetronic              |
| Motortyp                                                              | S55B30                        | S55B30                   | S55B30                   |
| Hubraum                                                               | 2979 cm³                      | 2979 cm³                 | 2979 cm³                 |
| max. Leistung bei min−1                                               | 317 kW (431 PS) bei 5500–7300 | 331 kW (450 PS) bei 7000 | 338 kW (460 PS) bei 6250 |
| max. Drehmoment bei min−1                                             | 550 Nm bei 1850–5500          | 550 Nm bei 1850–5500     | 600 Nm bei 4000–5380     |
| Getriebe, serienmäßig                                                 | 6-Gang-Schaltgetriebe         | 6-Gang-Schaltgetriebe    | 7-Gang-Automatik DKG     |
| Getriebe, optional                                                    | 7-Gang-Automatik DKG          | 7-Gang-Automatik DKG     | —                        |
| Antrieb, serienmäßig                                                  | Hinterradantrieb              | Hinterradantrieb         | Hinterradantrieb         |
| Beschleunigung, 0–100 km/h in s                                       | 4,3 [4,1]                     | 4,2 [4,0]                | 3,9 s                    |
| Beschleunigung, 0–200 km/h in s                                       | 13,8 [13,6]                   |                          |                          |
| Höchstgeschwindigkeit, km/h                                           | 250 280 (2)                   | 250 280 (2)              | 280                      |
| Kraftstoffverbrauch (nach ECE-Fahrzyklus, kombiniert in l/100 km) (3) | 8,8 [8,3] SP                  | 8,8 [8,3] SP             | 8,3 SP                   |
| CO2-Emission, kombiniert in g/km (3)                                  | 204 [194]                     | 204 [194]                | 194                      |
| Abgasnorm nach EU-Klassifikation                                      | Euro 6                        | Euro 6                   | Euro 6                   |
| Energieeffizienzklasse                                                | F [E]                         | F [E]                    | E                        |

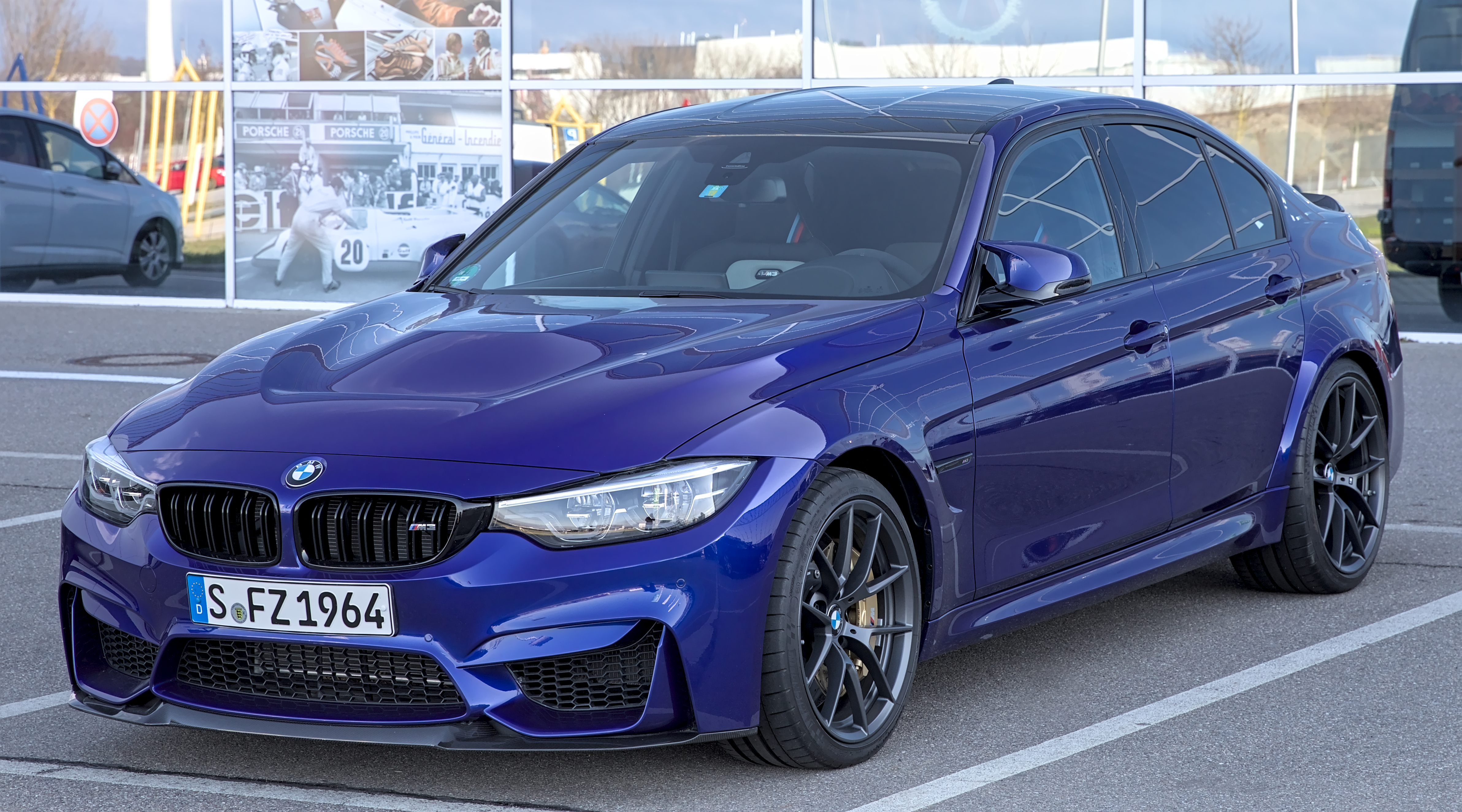
BMW M3 CS …

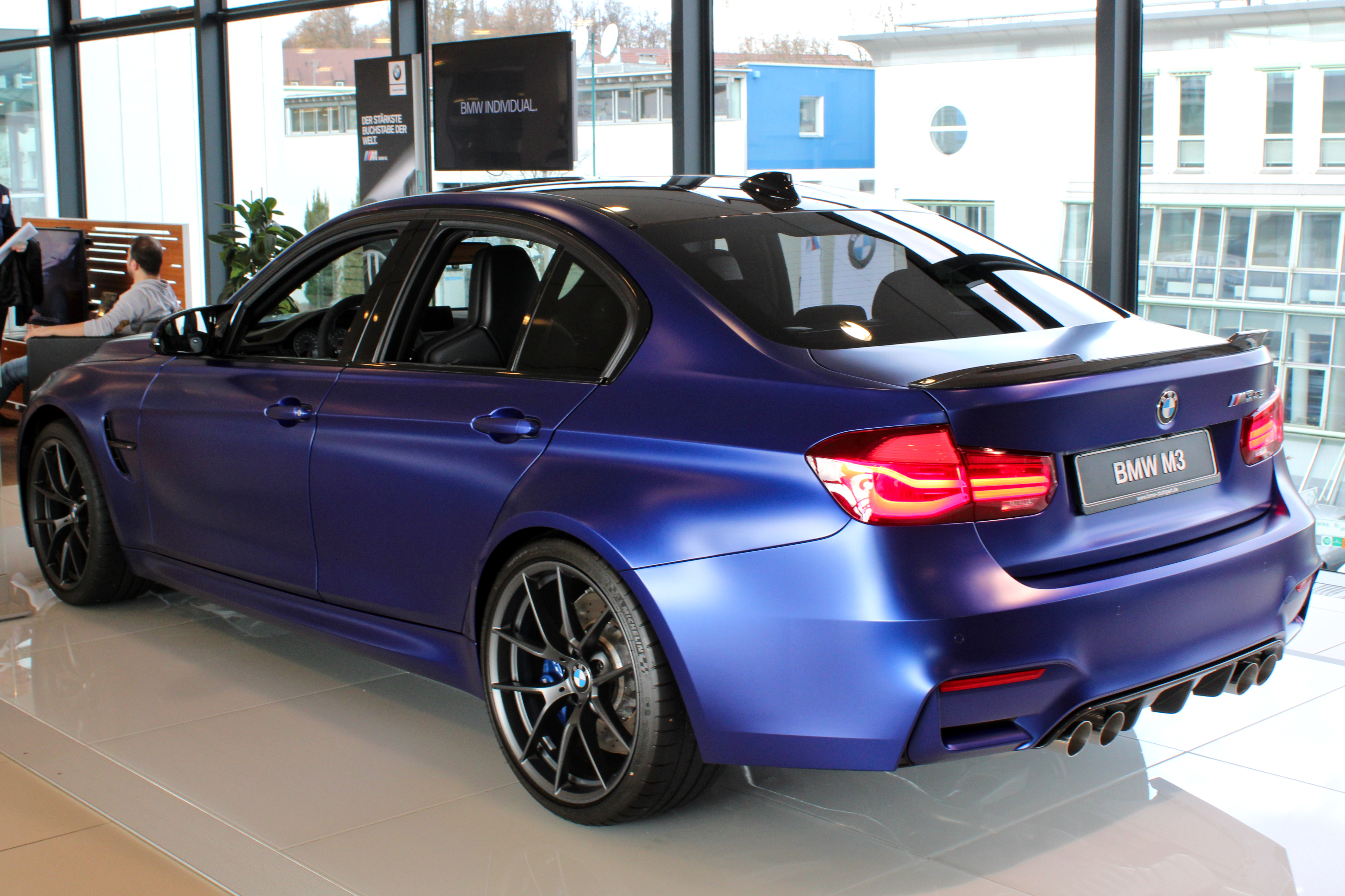
… mit charakteristischer Spoilerlippe

Technische Daten der BMW M3 Limousine
- Werte in [ ] gelten für das DKG Drivelogic.